# سیارک ۱۲۵۹۹
سیارک ۱۲۵۹۹ (به انگلیسی: 12599 Singhal، نامگذاری:1999RT160) دوازده هزار و پانصد و نود و نهمین سیارک کشف شده‌است که در ۹ سپتامبر ۱۹۹۹ کشف شد.
قدر مطلق سیارک برابر ۱۳.۵ است.